# Бели мадами
„Бели мадами“ (на английски: White Chicks) е американски комедиен филм от 2004 г. на режисьора Кенет Ейвъри Уейнс. Във филма участват Марлон Уейнс и Шон Уейънс в ролята на двама чернокожи агенти на ФБР, които ходят под прикритие, използвайки бели лица като жени, за да разрешат заговор за отвличане. Премиерата на филма е в Съединените щати на 23 юни 2004 г. и печели 113,1 млн. щ.д. в световен мащаб срещу бюджет от 37 млн. щ.д.

## В България
В България филмът е излъчен на 18 март 2017 г. по Diema с български дублаж. Ролите се озвучават от Таня Димитрова, Ася Братанова, Петя Абаджиева, Здравко Методиев, Христо Узунов и Георги Георгиев – Гого.